# Каталонский крестьянин с гитарой
«Каталонский крестьянин с гитарой» (исп. Campesino catalán con guitarra) — картина каталонского художника Жоана Миро, написанная в 1924 году. Картина находится в Музее Тиссен-Борнемиса в Мадриде.

## Описание
Картина «Каталонский крестьянин с гитарой» принадлежит к серии картин, написанных Миро после первой поездки в Париж в 1920 году, где он познакомился с творчеством поэтов и художников дадаистов и сюрреалистов. С этого времени он начал упрощать композиции своих работ, и эта тенденция в итоге привела его к полному отказу от изображения реальности и созданию собственного языка символов.
Миро был тесно связан с сельской Каталонией, и образ каталонского крестьянина часто является главным героем его произведений.
На этом полотне схематичность портрета крестьянина, представленного в полный рост и в традиционном головном уборе «барретина», контрастирует чёткостью линий с фоном насыщенного синего цвета, доминирующего в картине и лишенного каких-либо пространственных ориентиров.